# Llista de youtubers en català
Aquesta és una llista de youtubers amb més de 1.000 subscriptors que fan contingut parcialment o totalment en llengua catalana.
| Youtuber                                      | Tema                                            | Ref.          |
| --------------------------------------------- | ----------------------------------------------- | ------------- |
| Miquel Montoro                                | Món rural                                       | [ 1 ]         |
| Juliana Canet                                 | Literatura, safareig i estil de vida            | [ 2 ]         |
| Lo Pau de Ponts                               | Música i paròdia                                | [ 1 ]         |
| Pol Gise                                      | Humor                                           | [ 3 ]         |
| Miss Tagless                                  | Estil de vida                                   | [ 3 ]         |
| Carles Tamayo                                 | Reportatge                                      | [ 4 ]         |
| Filosofia d’estar per casa                    | Filosofia                                       | [ 3 ]         |
| Albert Lloreta                                | Noves tecnologies i política                    | [ 3 ]         |
| La Filòloga de Guàrdia (Aida Roca)            | Català                                          | [ 3 ]         |
| Pau Font Sancho                               | Món laboral                                     | [ 3 ]         |
| Pot de Plom                                   | Humor                                           | [ 5 ]         |
| Leopolda Olda                                 | Humor                                           | [ 5 ]         |
| Criticutres                                   | Cinema                                          | [ 3 ]         |
| Xavi Mates                                    | Matemàtiques                                    | [ 5 ]         |
| Recomanacions de Llibres (Marta Botet Borràs) | Literatura                                      | [ 5 ]         |
| El Renao                                      | Humor                                           | [ 5 ]         |
| Carquinyol                                    | Humor                                           | [ 5 ]         |
| Teresa Ciges                                  | Política                                        | [ 6 ]         |
| La Ruta dels Esmorzars                        | Esmorzar valencià                               | [ 6 ]         |
| La prestatgeria de Marta (Marta Meneu-Borja)  | Literatura i feminisme                          | [ 2 ]         |
| Berta Aroca                                   | Entreteniment                                   | [ 7 ]         |
| Paraula de Mixa (Anna Pardos)                 | Literatura                                      | [ 2 ]         |
| Entrelletres (Jan Arimany)                    | Literatura                                      | [ 2 ]         |
| La mar de llibres (Marta Sangrà)              | Literatura                                      | [ 2 ]         |
| Darth Segador (Roger Balmes)                  | La guerra de les galàxies                       | [ 8 ]         |
| Lletraferint                                  | Català                                          | [ 9 ]         |
| Laia Argelaguet                               | Joves                                           | [ 10 ]        |
| Laura Grau                                    | Català                                          | [ 11 ]        |
| Maria Bouabdellah Shaimi                      | Joves                                           | [ 11 ]        |
| Jacint Casademont                             | Comunicació i cultura                           | [ 12 ]        |
| Patriota Català TV (Enric Torreguitart)       | Política                                        | [ 13 ]        |
| Marc Lesan                                    | Català                                          | [ 11 ]        |
| Long Li Xue                                   | Migració i humor                                | [ 14 ]        |
| Aina Monferrer                                | Llengua                                         | [ 15 ]        |
| Joan Grivé                                    | Medi ambient i joves                            | [ 16 ]        |
| Neus Rossell (Neusssi)                        | Educació i humor                                | [ 17 ]        |
| Nerea Sanfe                                   | Comunicació i cultura                           | [ 18 ]        |
| Octuvre (Marta Sibina i Albano-Dante Fachín)  | Periodisme d'investigació                       | [ 19 ]        |
| Laura Dot                                     | Català i manga                                  | [ 9 ]         |
| CFEM (Com funciona el món?)                   | Geopolítica                                     | [ 9 ]         |
| Pilar Carracelas                              | Política                                        | [ 9 ]         |
| Paraula de Rahola                             | Política                                        | [ 9 ]         |
| Elia Periwinkle                               | Doblatge i ASMR                                 | [ 20 ]        |
| Albert Bermejo                                | Finances i productivitat                        | [ 21 ]        |
| Els Book Hunters                              | Ressenyes de llibres                            | [ 22 ] [ 23 ] |
| Esteve Rovira                                 | Carreres i entrenament esportiu                 | [ 24 ]        |
| Aventura x Japó                               | Japó i anime                                    | [ 25 ]        |
| Llig-me (Irene Rodrigo)                       | Literatura                                      | [ 26 ]        |
| Paper i píxels (Amaia Crespo)                 | Literatura                                      | [ 27 ] [ 28 ] |
| Ofèlia Carbonell                              | Cultura i maquillatge                           | [ 29 ]        |
| Albert Pagà (Berti)                           | Humor, actualitat i llengua catalana            | [ 30 ]        |
| Flipa amb el David (The Profe 22)             | Història                                        | [ 31 ]        |
| Del buit al tot                               | Física                                          | [ 31 ]        |
| Joan Anton Català                             | Astronomia                                      | [ 31 ]        |
| Farners Pei Hong                              | Adopció i estil de vida                         | [ 32 ]        |
| Bru Esteve                                    | Música                                          | [ 33 ]        |
| Copdsort                                      | Versions de cançons                             | [ 34 ]        |
| Guillem Tarrés                                | Videoblogs                                      | [ 35 ]        |
| Dev.Id (David Buxarrais)                      | Videojocs i videoblogs                          | [ 36 ]        |
| Llet i Vi (Aitor Muñoz)                       | Música, retransmissions, videojocs i videoblogs | [ 37 ]        |
| Te'n fem cinc cèntims                         | Resums de pel·lícules                           | [ 38 ]        |
| Professor Mompi (Enric)                       | Jocs de taula                                   | [ 39 ]        |
| Camp Nou Now                                  | Seguiment obres Camp Nou                        | [ 40 ]        |
| Enric Adventures                              | Senderisme i bolets                             | [ 41 ]        |
| Boletaire Furiós                              | Bolets                                          | [ 42 ]        |